# Gerarca
Il gerarca, nella terminologia fascista italiana, è la persona che occupava una posizione di alto livello all'interno dell'organizzazione del Partito Nazionale Fascista.

Labaro utilizzato durante le adunate e i comizi del Partito Nazionale Fascista

## Utilizzo del termine
Il termine venne utilizzato ufficialmente dal 1929 per designare i dirigenti del PNF, collocati in una gerarchia che faceva capo a Benito Mussolini.
I più alti gerarchi, a partire dal segretario federale, erano membri di diritto del Consiglio Nazionale del PNF e quindi, dal 1939, della Camera dei Fasci e delle Corporazioni. Il Segretario e i due vicesegretari del PNF erano membri di diritto del Gran consiglio del fascismo.
Nello statuto del 1938, l'ultimo adottato dal P.N.F., l'articolo 12 stabiliva: 
- il segretario del PNF;
- i componenti il Direttorio nazionale del PNF;
- gli ispettori del PNF;
- il segretario federale;
- i componenti il direttorio federale;
- gli ispettori federali;
- il segretario politico del Fascio di combattimento;
- i componenti il Direttorio dei fasci di combattimento;
- il fiduciario del gruppo rionale fascista;
- i componenti la consulta del gruppo rionale fascista;
- il capo-settore;
- il capo-nucleo.»

## Qualifiche della gerarchia del P.N.F.
| Qualifica | Distintivo di Qualifica sulla controspallina | Distintivo di Qualifica sullo scudetto da petto e sul fez | Distintivo di Qualifica-Fregio sul fez | Distintivo di Qualifica-Fregio sul berretto rigido (dal 1938) | Distintivo di Qualifica sul soggolo del berretto rigido (dal 1938) |
| --- | -------------------------------------------- | --------------------------------------------------------- | -------------------------------------- | ------------------------------------------------------------- | ------------------------------------------------------------------ |
| Gerarchi dei Ruoli di Livello Nazionale Centrale |                                              |                                                           |                                        |                                                               |                                                                    |
| Segretari Nazionali - Capi del Partito Nazionale Fascista | (dal 1933) (dal 1938)                        |                                                           |                                        |                                                               |                                                                    |
| Membri del Gran Consiglio del Fascismo, Ministri del Governo Mussolini, Segretari di Stato del Governo Mussolini, Sottosegretari di Stato del Governo Mussolini, Vicesegretari Nazionali del P.N.F. | (dal 1933) (dal 1938)                        |                                                           |                                        |                                                               |                                                                    |
| Membri del Direttorio Nazionale del Fascismo | (dal 1933) (dal 1938)                        |                                                           |                                        |                                                               |                                                                    |
| Ispettori del P.N.F. | (dal 1933) (dal 1938)                        |                                                           |                                        |                                                               |                                                                    |
| Gerarchi dei Ruoli nella Federazione dei Fasci di Combattimento |                                              |                                                           |                                        |                                                               |                                                                    |
| Segretari Federali del P.N.F. | (dal 1933) (dal 1938)                        |                                                           |                                        |                                                               |                                                                    |
| Membri del Direttorio Federale del P.N.F. |                                              |                                                           |                                        |                                                               |                                                                    |
| Ispettori Federali del P.N.F. |                                              |                                                           |                                        |                                                               |                                                                    |
| Membri delle Commissioni di Disciplina Federali del P.N.F. |                                              |                                                           |                                        | -                                                             |                                                                    |
| Gerarchi dei Ruoli nei Fasci di Combattimento |                                              |                                                           |                                        |                                                               |                                                                    |
| Segretari dei Fasci di Combattimento con Gruppi Rionali |                                              |                                                           |                                        |                                                               |                                                                    |
| Segretari dei Fasci di Combattimento senza Gruppi Rionali |                                              |                                                           |                                        |                                                               |                                                                    |
| Membri dei Direttori dei Fasci di Combattimento con Gruppi Rionali |                                              |                                                           |                                        |                                                               |                                                                    |
| Membri dei Direttori dei Fasci di Combattimento senza Gruppi Rionali |                                              |                                                           |                                        |                                                               |                                                                    |
| Fiduciari dei Gruppi Rionali / Sottosezioni |                                              |                                                           |                                        |                                                               |                                                                    |
| Membri delle Consulte dei Gruppi Rionali / Sottosezioni |                                              |                                                           |                                        |                                                               |                                                                    |
| Capi Settori |                                              |                                                           |                                        |                                                               |                                                                    |
| Capi Nuclei |                                              |                                                           |                                        |                                                               |                                                                    |
| Membri delle Commissioni di Disciplina locali |                                              |                                                           |                                        | -                                                             |                                                                    |